# La Recueja
La Recueja ist ein Ort und eine Gemeinde (municipio) mit 221 Einwohnern (Stand: 2024) im Osten der Provinz Albacete in der Autonomen Region Kastilien-La Mancha im Südosten Spaniens. Sie ist Teil der Comarca La Manchuela. Neben dem Hauptort La Recueja gehört der Weiler Casa del Avispero zur Gemeinde. 

## Lage und Klima
La Recueja liegt etwa 38 Kilometer (Fahrtstrecke) ostnordöstlich der Provinzhauptstadt Albacete in einer Höhe von ca. 540 m am Río Júcar. Das Klima im Winter ist gemäßigt, im Sommer dagegen warm bis heiß; die eher geringen Niederschlagsmengen (362 mm/Jahr) fallen – mit Ausnahme der nahezu regenlosen Sommermonate – verteilt übers ganze Jahr.

## Bevölkerungsentwicklung
| Jahr      | 1970 | 1981 | 1991 | 2001 | 2011 | 2021 |
| Einwohner | 720  | 530  | 405  | 320  | 310  | 225  |

## Sehenswürdigkeiten
- Josephuskirche (Iglesia de San José)

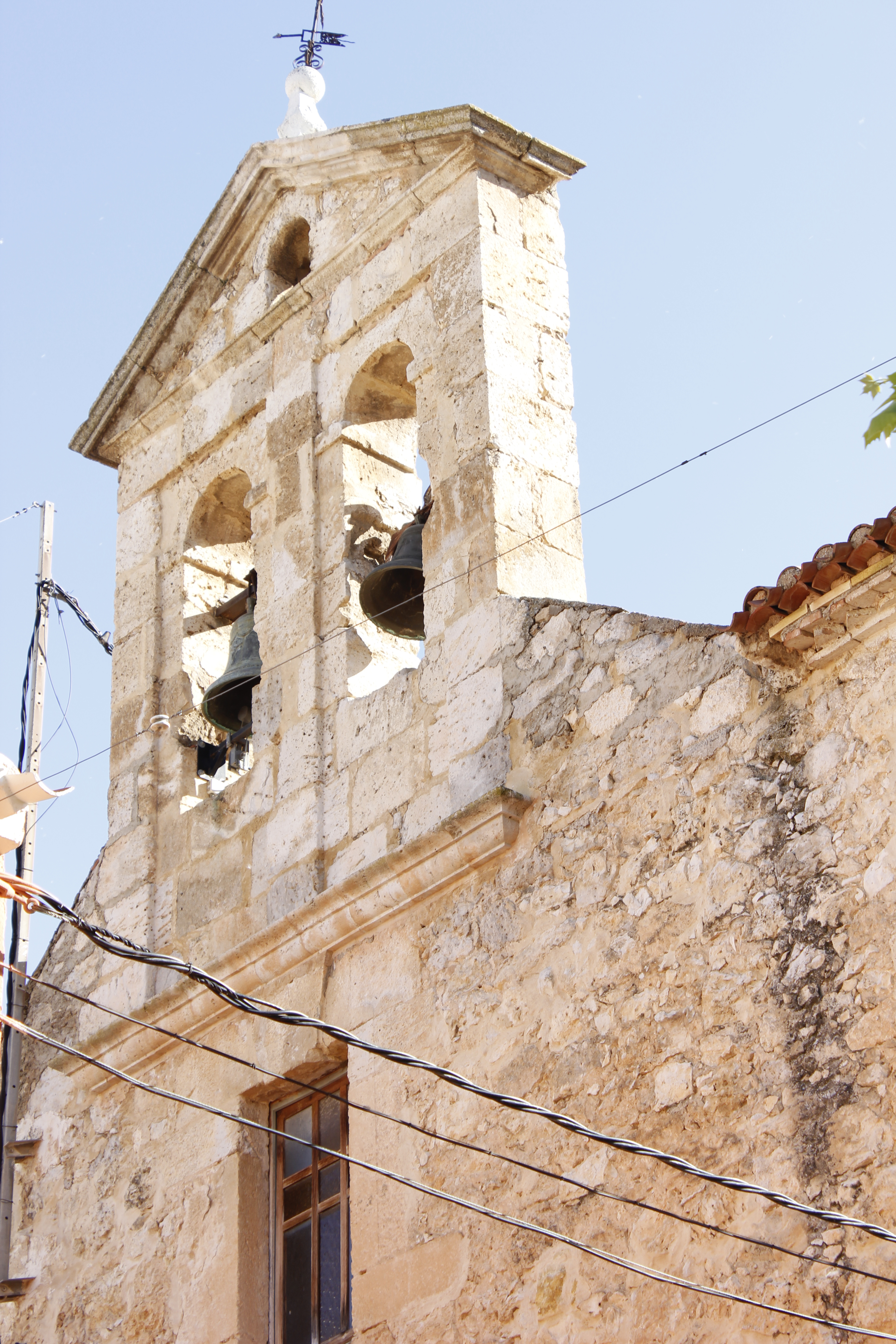
Josephuskirche
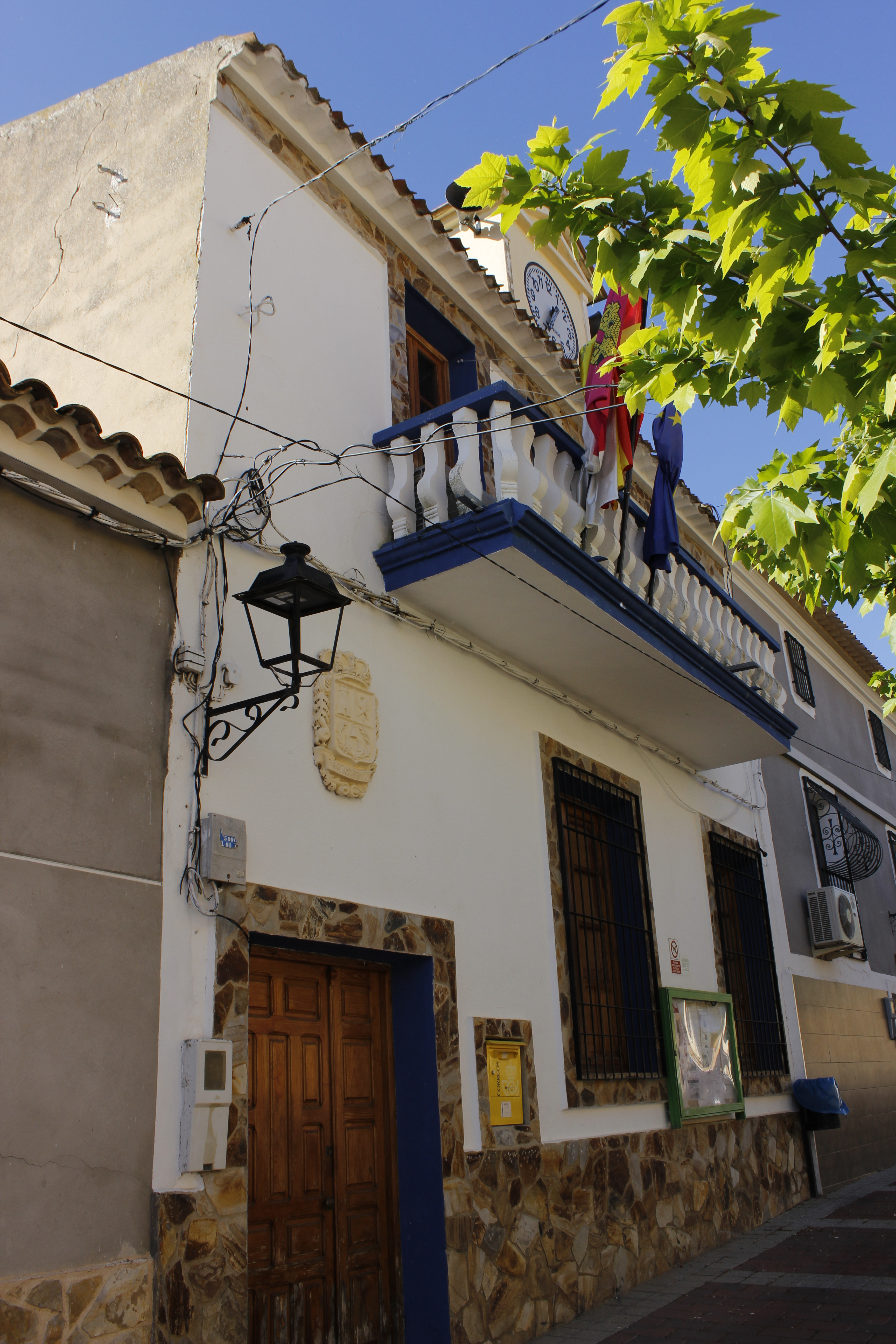
Rathaus